# Kanton Lorient-1
Lorient-1 is een kanton van het Franse departement Morbihan. Het kanton maakt deel uit van het arrondissement Lorient.
Het kanton werd op 22 maart 2015 gevormd bij toepassing van het decreet van 21 februari 2014 en omvat uitsluitend een deel van de gemeente Lorient.